# Meråker
Meråker est une commune norvégienne située dans le comté de Trøndelag, dont le centre administratif est Midtbygda. Elle fait partie de la région du Stjørdalen.

## Géographie
La commune s'étend sur 1 273,94 km2 dans l'est du comté et est frontalière de la Suède. 
Elle comprend les villages de Midtbygda, Gudåa, Kopperå et Stordalen.